# Каска (приток Оки)
Каска — река в Павловском районе Нижегородской области. Правый приток Оки. Длина реки — 10 км.
Высота истока — 140 м над уровнем моря. Высота устья — менее 68 м над уровнем моря.

## Русло
Исток находится в окрестностях села Большое Давыдово. Большую часть течения Каска течёт субмеридионально по восточной окраине города Павлово.
Долина Каски безлесна, имеет правостороннюю асимметрию: правый склон долины круче левого. В верхнем течении река летом пересыхает. Постоянный водоток начинается около деревни Малая Тарка.
В нижнем течении в долине реки находится Спасов ключик — местная святыня. Согласно преданию, здесь одному из крестьян явился образ Христа. Сейчас на ключике восстановлена часовня.
После Ключика река описывает дугу: течёт на северо-запад, затем на юго-восток и впадает в Оку ниже городских очистных сооружений города Павлово, являющихся одним из основных загрязнителей Каски и Оки.

## Мосты
Через реку перекинуты 3 автомобильных моста: на трассе Р125, на дороге соединяющей трассу с Павловом и на дороге Павлово — Гомзово. Имеется также железнодорожный мост на ветке Окская — Металлист.